# Biblioteca Pubblica di Valencia
La Biblioteca Pubblica di Stato di Valencia è la principale biblioteca pubblica della città di Valencia. La sua sede è l'edificio principale dell'antico Ospedale dei Poveri Innocenti. Dal 2017 è intitolata a Pilar Faus, sua prima direttrice dal 1979 al 1993.

## Storia

### Origini
Anche se il concetto di biblioteche di stato in Spagna nacque nel primo terzo del XIX secolo, l'origine dell'istituzione risale al 1938, la prima vera biblioteca pubblica valenciana è stata la Biblioteca Popolare di Valencia, originalmente installata in Casa Vestuario, in Piazza della Vergine. Nel 1979 la biblioteca è stata poi inserita nel circuito delle biblioteche di stato e ricollocata nell'edificio a crociera dell'Antico Ospedale di Valencia, anche conosciuto come Ospedale dei Poveri Innocenti.

### La sede
L'edificio dove ha sede la biblioteca è stato fondato nel 1409 dai membri della borghesia valenciana dell'epoca, incoraggiati da un sermone di Frate Juan Gilabert Jofré che predicava la necessità di creare un istituto per la cura dei malati mentali. Fu così fondato l'Hospital de Folls de Santa María dels Pobres Innocents, il primo manicomio creato in Europa. Nel 1493 fu concessa l'autorizzazione per ampliare l'ospedale. È stato allora che si iniziarono i lavori della nuova infermería a forma di croce greca, uno dei molti annessi che formavano l'ospedale e nel quale si trova la biblioteca. La struttura aveva due piani, l'inferiore destinato agli uomini e quello superiore alle donne.
Nel 1511, un ordine di Fernando il Cattolico decretò l'unificazione di tutti gli ospedali minori, generalmente legati ad organizzazioni religiose che si dedicavano a curare specifiche malattie, in uno solo. Si aggiunsero così altri edifici e si rinominò il complesso come Ospedale Generale di Valencia. Un incendio nel 1547 costrinse a ricostruire l'edificio e, nel 1664 si costruì un secondo edificio a crociera. Il portale gotico che si trova nell'ingresso del cortile è l'unico elemento originale che si è conservato da prima dell'incendio.
Il complesso sanitario ha continuato a servire come ospedale fino al 1960, quando si inaugurò l'Ospedale Generale o Ospedale Provinciale (in seguito, Ospedale Generale Universitario di Valencia) nell'avenida del Cid, Dopo l'abbandono del centro si iniziò la sua demolizione, ma l'opposizione da parte della città riuscì a fermare la demolizione dell'infermeria.
Il 28 novembre del 1963 il Decreto n. 3438 dichiarò gli edifici che non erano stati demoliti (oltre all'infermeria, la chiesetta di Santa Lucia e la cappella del Capitulet) complesso storico-artistico; nel 1979 il Ministero della Cultura di Spagna ha installato la Biblioteca Pubblica di Valencia nell'edificio dell'antica infermería e il Centro Coordinatore delle Biblioteche (odierna IVAJ) nella farmacia.
La Biblioteca divide i suoi servizi per ali: nell'ingresso, che si apre su un parco adiacente a via Guillem de Castro, si trova l'Ufficio Relazioni col Pubblico e gli scaffali delle riviste e dei libri in consultazione; nell'ala destra, il servizio prestiti; nella sinistra, i libri per bambini e adolescenti, e al fondo, il servizio biblioteca dei quotidiani. Nella pianta superiore, trovano le ali di Umanità, Scienze, gli uffici e il fondo locale.

## Servizi
Come centro, la Biblioteca Pubblica di Valencia dispone dei seguenti servizi:
1. Informazione Bibliografica.
2. Prestito a domicilio di libri, DVD e altri sopporti.
3. Attività culturali.
4. Consultazione e lettura in sala.
5. Servizi in linea (prestito interbibliotecario, desiderata, riserve e rinnovi...).
6. Wifi e internet.

## Direttori
Elenco dei direttori della Biblioteca pubblica di Valencia. 
| Ordine | Direttori                    | Inizio | Fine |
| ------ | ---------------------------- | ------ | ---- |
| 1      | Pilar Faus                   | 1979   | 1993 |
| 2      | Carolina Siviglia            | 1993   | 2007 |
| 3      | Rafael Coloma                | 2007   | 2010 |
| 4      | María Gesù Carrillo Martínez | 2010   | 2014 |
| 5      | Everilda Ferriols Segrelles  | 2014   | 2016 |
| 6      | Romà Seguí Francés           | 2016   |      |

## Galleria d'immagini

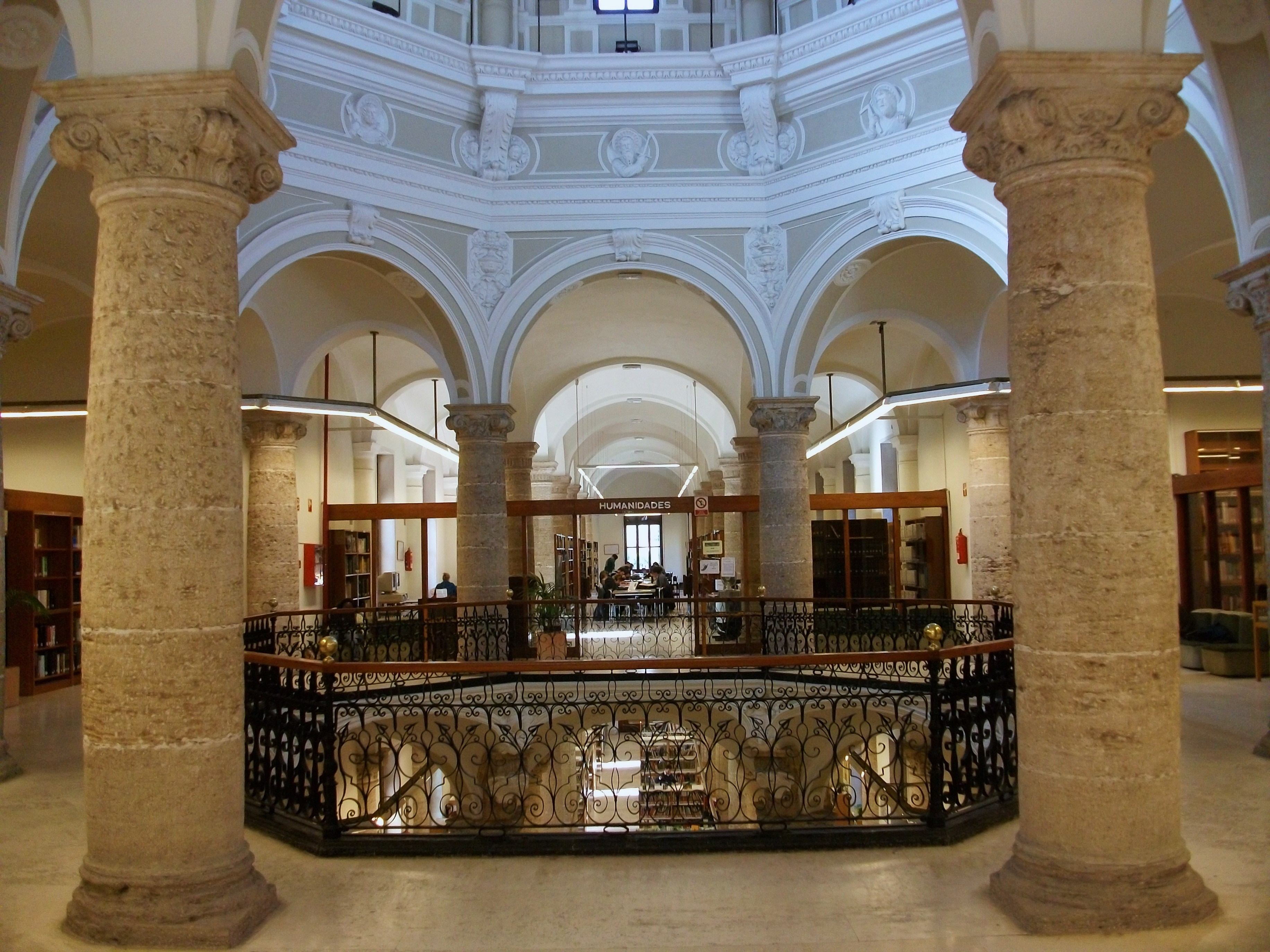
Crucero del antiguo hospital, actual Biblioteca Pública de Valencia.
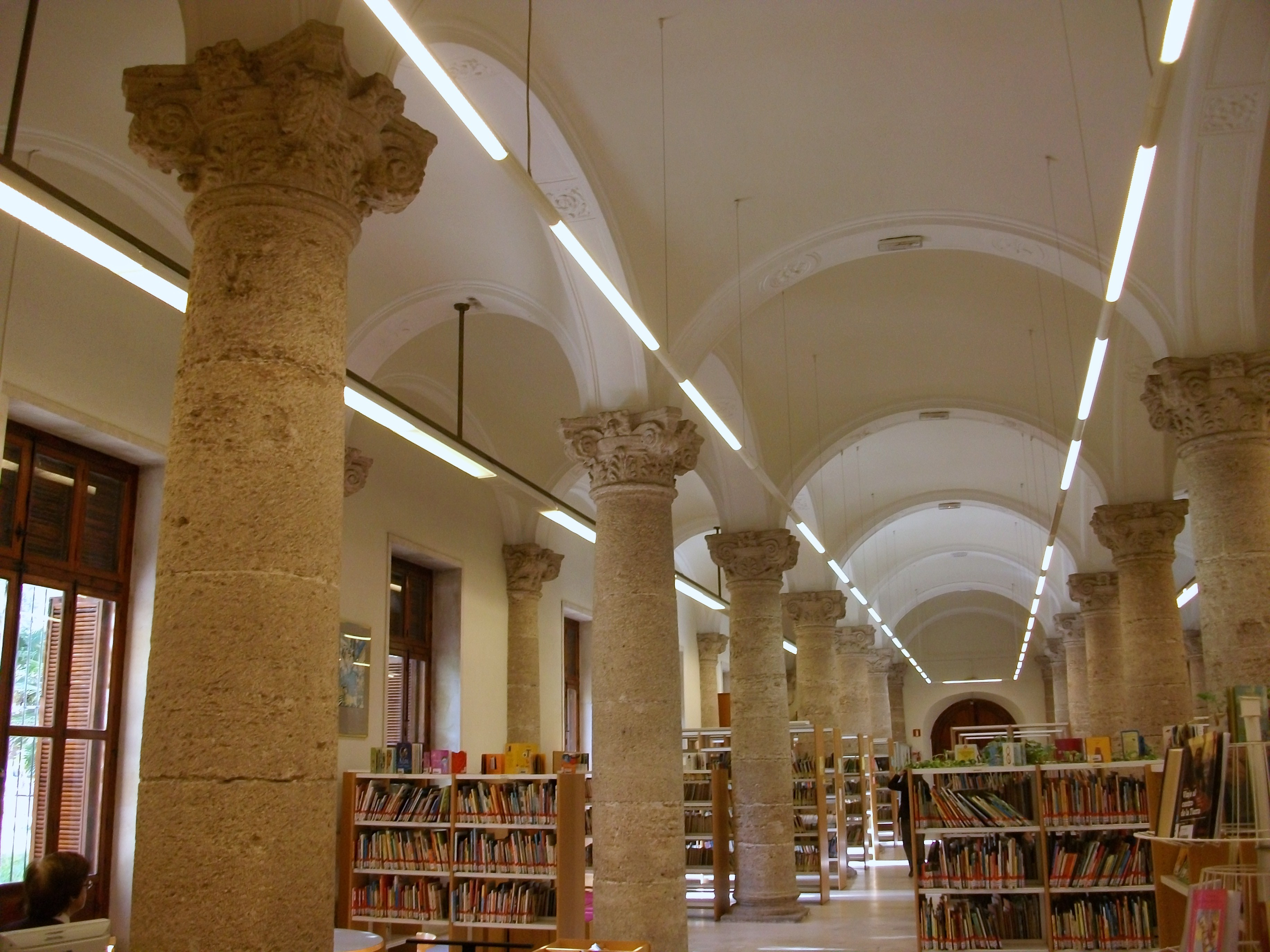
Naves lateral y central del edificio.
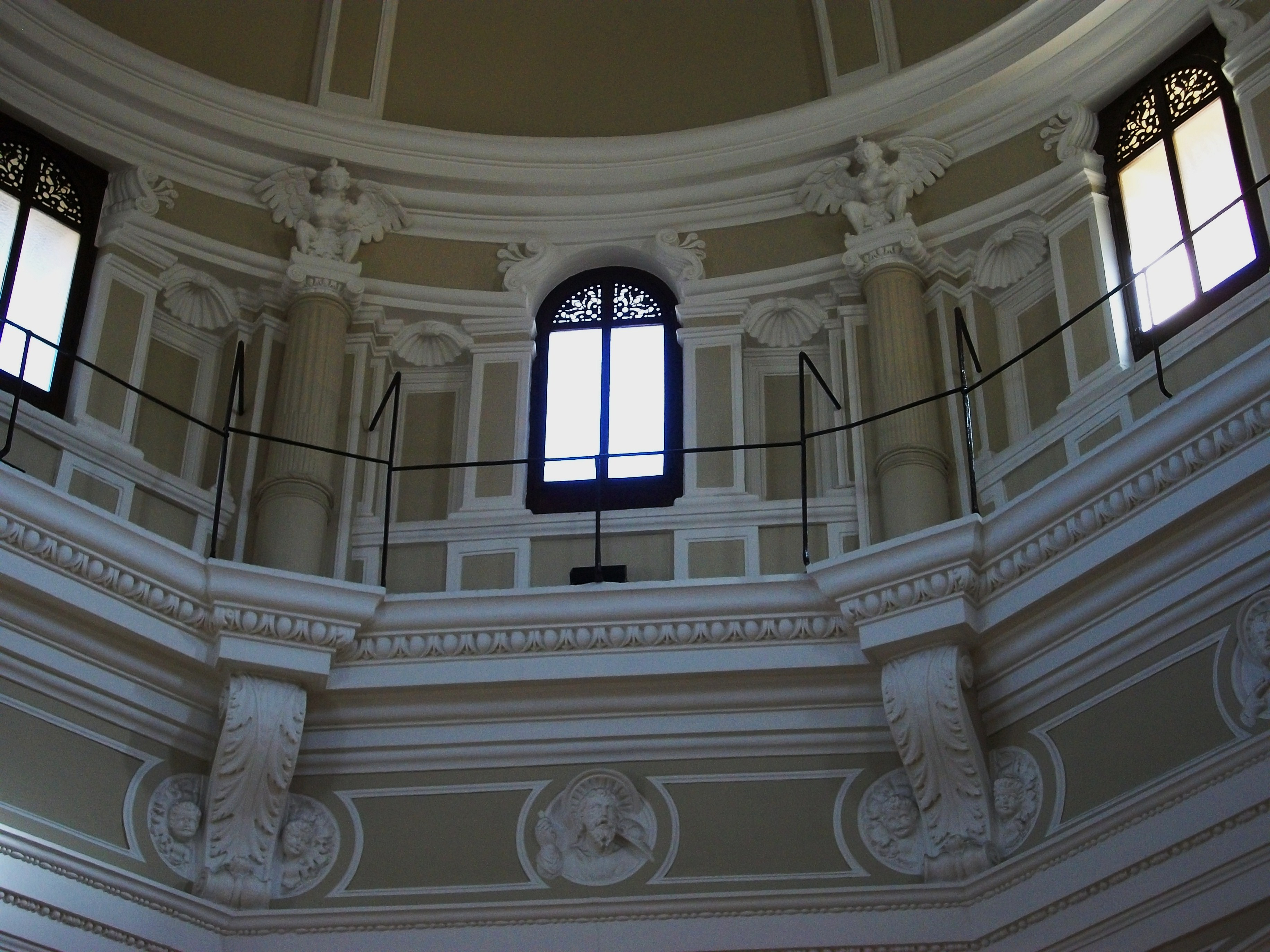
Detalles del interior del tambor de la cúpula.
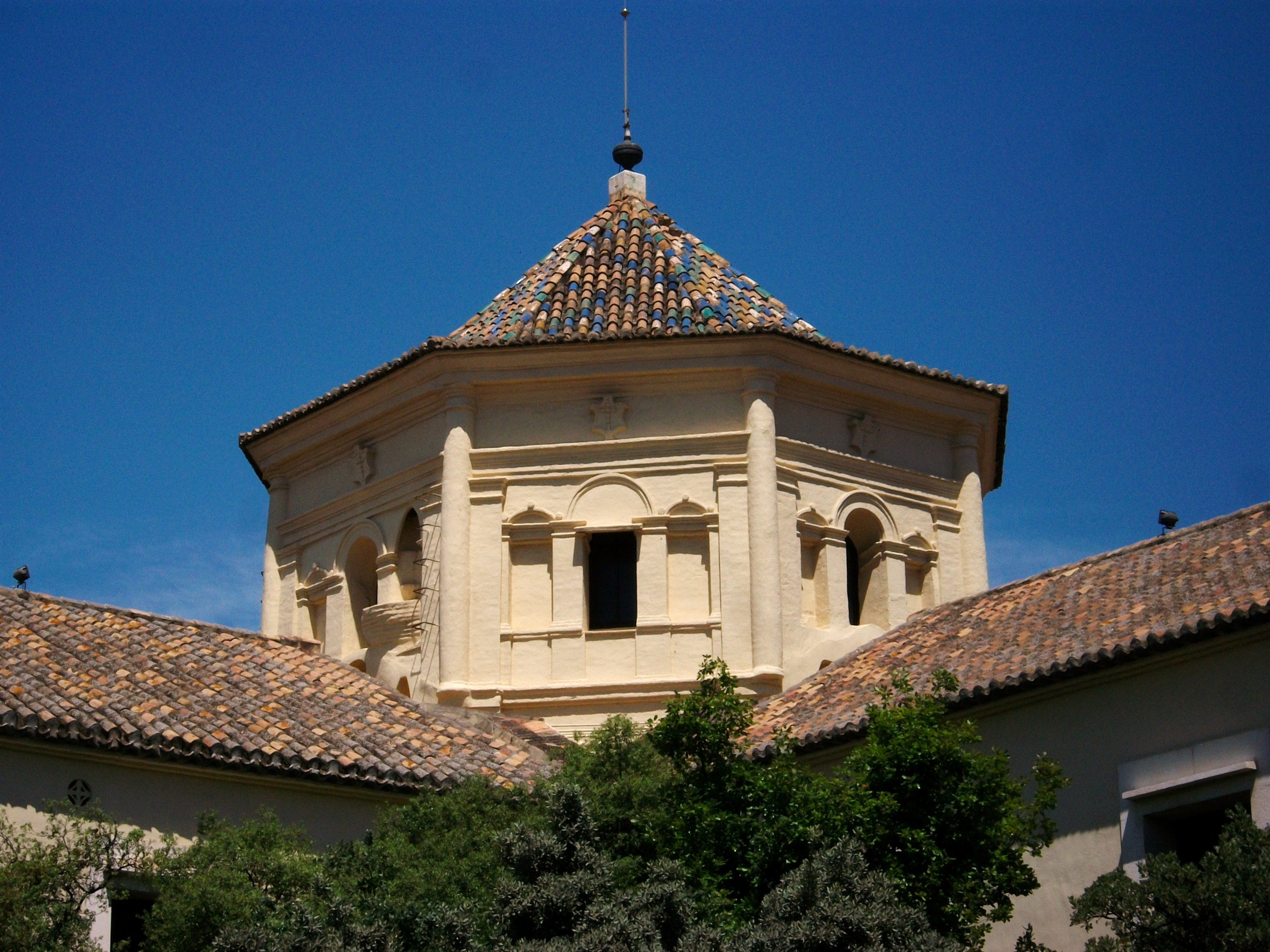
Portal gótico del hospital.
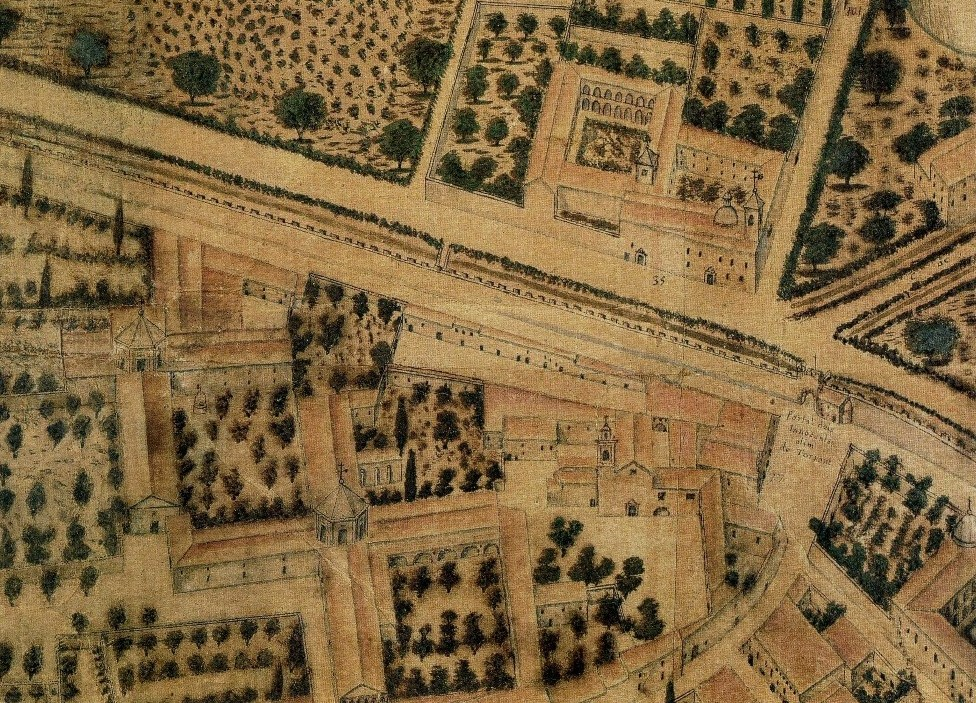
Antiguo plano del Hospital General de Valencia, realizado por el Padre Tosca en 1704.